# П'єр Франческо Дзадзо
П'єр Франческо Дзадзо (італ. Pier Francesco Zazo) (13 вересня 1959, Беневенто, Італія) — італійський дипломат. Надзвичайний і Повноважний Посол Італії в Україні (2021—2024).

## Біографія
Народився 13 вересня 1959 року в місті Беневенто. У 1984 року закінчив Римський університет «Луїс» за напрямком політологія. У 1985 року пройшов курс професійної підготовки при Дипломатичному Інституті. Вільно володіє італійською, німецькою, англійською, російською, французькою та іспанською мовами.
З 1 січня 1986 року секретар дипломатичної місії. З 2 січня 1986 року працював у Департаменті з питань співпраці з метою розвитку, відділ V.
З 25 січня 1986 року по 20 січня 1987 року проходив військову службу в Збройних силах Італії.
З 20 січня 1987 року працював у спеціальному секретаріаті заступника міністра.
З 10 вересня 1987 року працював у секретаріаті Генеральної дирекції з питань міграції та соціального захисту.
15 лютого 1988 року його було призначено другим секретарем посольства у Сеулі.
З 1 серпня 1989 року другий секретар з торгових питань посольства Італії в Сеулі (Південна Корея).
З 1 серпня 1989 року займав посаду першого секретаря дипломатичної місії. Затверджений у Сеулі на посаді першого секретаря з торгових питань 1 лютого 1990 року.
З 1 січня 1992 року виконував обов'язки першого секретаря при тому ж дипломатичному представництві.
З 25 травня 1992 року — перший секретар з торгових питань у Стокгольмі (Швеція).
З 1 травня 1995 року — радник дипломатичної місії
З 1 жовтня 1995 року — радник з питань торгівлі.
З 22 січня 1996 року — працював у Генеральній дирекції з питань співпраці з метою розвитку, відділ XIV.
З 1 жовтня 1996 року по 30 вересня 1997 рр. — пройшов курс вищої інформаційної підготовки при Дипломатичному інституті.
1 жовтня 1997 року повернувся до відділу XIV у Генеральній дирекції з питань співпраці та розвитку.
З 15 лютого 1999 року призначений радником посольства Італії у Києві (Україна).
З 22 липня 2002 року — радник з торгових питань посольства Італії у Москві. Радник посольства з 2 липня 2003 року. Перший радник з торгових питань з 7 серпня 2003 року.
З 27 липня 2006 року — прямо підпорядковується генеральному директору зі співпраці з метою розвитку. Працював у Генеральній дирекції співпраці та розвитку, центральному технічному блоці з 29 серпня 2006 року.
З 19 вересня 2006 року — був головою центрального технічного блоку Генеральної дирекції співпраці та розвитку.
2 січня 2010 року — отримав ранг повноважного міністра.
З 15 жовтня 2013 року — призначений послом у Канберрі (Австралія) та акредитований з вірчими грамотами на посаду Посла у Сува Віті-Леву (Фіджі), Порт-Морсбі (Папуа Нова Гвінея), Порт-Віла (Республіка Вануату), Хоніара (Соломонові острови), Палікір (Мікронезія) до 15 грудня 2017, Республіка Науру.
З 26 березня 2018 року — підпорядковувався генеральному директору з питань сприяння розвитку національної системи.
З 4 липня 2018 року — підпорядковувався генеральному директору з питань інтернаціоналізації та глобалізації.
З 19 липня 2018 року — спеціальний посланець Міністерства закордонних справ та міжнародного співробітництва Італії у справах Дрібних Острівних Країн Тихого океану.
З 5 вересня 2018 року — був координатором участі Італії у багатосторонніх програмах, які стосуються Антарктиди.
З січня 2021 року — посол Італійської Республіки в Україні.
19 січня 2021 року — вручив копії вірчих грамот заступнику міністра закордонних справ України Василю Боднару.
4 березня 2021 року — вручив вірчі грамоти Президенту України Володимиру Зеленському.